# Herbert Hökeberg
Nils Herbert Hökeberg, född den 27 mars 1911 i Visby, död den 2 maj 2009 i Stockholm, var en svensk ämbetsman.
Hökeberg avlade studentexamen vid Visby högre allmänna läroverk 1930 och juris kandidatexamen vid Uppsala universitet 1935. Han genomförde tingstjänstgöring i Falu och Sydöstra Hälsinglands domsagor 1935–1938 och blev amanuens vid Överståthållareämbetet 1939. Hökeberg var assessor där 1948–1958, kanslipolisintendent i Stockholms stad 1958–1962, kanslidirektör vid Överståthållareämbetet 1962–1967 och landssekreterare i Stockholms län 1968–1977. Från 1971 var han tillförordnat länsråd med göromålsförordnande. Hökeberg blev riddare av Nordstjärneorden 1959 och kommendör av samma orden 1967. Han vilar på Norra begravningsplatsen utanför Stockholm.